# Rearranjament de Meyer-Schuster
El rearranjament de Meyer-Schuster és la reacció química descrita com un rearranjament àcid-catalitzat d'alcohols propargílics secundaris i terciaris a cetones α, β-insaturades si el grup alquí és intern, i a aldehids α, β-insaturats si el grup alquí és terminal. Les revisions han estat publicades per Swaminathan i Narayan, Vartanyan i Banbanyan, i Engel i Dudley, l'últim de les quals descriu maneres de promoure el rearranjament de Meyer-Schuster sobre altres reaccions disponibles als alcohols propargílics.
Quan es catalitza per base, la reacció s'anomena reacció de Favorskii.

## Mecanisme de reacció
El mecanisme de reacció comença amb la protonació de l'alcohol que deixa en una reacció E1 per formar l'al·lè de l'alquí. L'atac d'una molècula d'aigua sobre el carbocatió i la desprotonació és seguida de la tautomerització per donar el compost carbonílic α, β-insaturat.
Edens et al. han investigat el mecanisme de reacció. Van trobar que es caracteritzava per tres passos principals: 
1. la protonació ràpida d'oxigen,
2. l'etapa lenta, etapa limitant que comprenia la transposició [3,3] del grup hidroxil protonat, i
3. el tautomerisme ceto-enol seguida de deprotonació ràpida.

En un estudi sobre l'etapa limitant la velocitat de la reacció Meyer-Schuster, Andres et al. va demostrar que la força motriu de la reacció és la formació irreversible de compostos de carbonil insaturats a través d'ions de carbonium. També van trobar que la reacció era assistida pel dissolvent. Això va ser investigat per Tapia et al. que van mostrar que la gàbia de dissolvents estabilitza l'estat de transició.

## Rearranjament de Rupe
La reacció dels alcohols terciaris que conté un grup α-acetilènic no produeix els aldehids esperats, sinó més aviat les metil cetones α, β-insaturades a través d'un enyne intermediari. Aquesta reacció alternativa s'anomena reacció de Rupe, i competeix amb el rearrranjament de Meyer-Schuster en el cas dels alcohols terciaris.

## Ús de catalitzadors
Mentre que el rearranjament de Meyer-Schuster tradicional utilitza condicions severes amb un àcid fort com a catalitzador, això introdueix la competència amb la reacció de Rupe si l'alcohol és terciari. Les condicions més suaus s'han utilitzat amb èxit amb bases de metalls de transició i catalitzadors d'àcids de Lewis (per exemple, catalitzadors basats en Ru- i Ag-).

Cadierno et al. van informar l'ús de radiació de microones (MW) amb InCl₃ com a catalitzador per donar excel·lents rendiments amb curts temps de reacció i estereoselectivitat notable. A continuació es mostra un exemple del seu treball:

## Aplicacions
El rearranjament de Meyer-Schuster s'ha utilitzat en una varietat d'aplicacions, des de la conversió dels ω-alquinil-ω-carbinol lactams en enamides utilitzant PTSA catalític fins a la síntesi de tioesters α, β-insaturats a partir de γ-sulfur substituïts per alcohols propargils al rearranjament de 3-alquinil-3-hidroxil-1H-isoindols en condicions lleugerament àcides per donar els compostos de carboni α, β-insaturats. Una de les aplicacions més interessants és la síntesi d'una part del paclitaxel de manera diastereoméricament selectiva que només condueix a l'E-alqué.
El pas mostrat anteriorment va tenir un rendiment del 70% (91% quan el subproducte es va convertir al producte Meyer-Schuster en un altre pas). Els autors van utilitzar el rearranjament de Meyer-Schuster perquè volien convertir una cetona impedida a un alquè sense destruir la resta de la seva molècula.